# Nozomi Witches
Nozomi Witches (のぞみ♡ウィッチィズ?, Nozomi Uicchizu) è un manga scritto e illustrato da Toshio Nobe da cui sono stati tratti tre OAV nel 1992. Visto che Mitsuru Adachi ha disegnato i personaggi per la serie di OAV, spesso erroneamente si attribuisce a lui la creazione dell'opera.

## Trama
Nozomi è un'attrice bella e giovane che è ritornata in Giappone dalla Nuova Zelanda. Una volta arrivata fa conoscenza del suo nuovo vicino, uno studente chiamato Ryōtarō Shiba, e decide che lui deve iscriversi nel club di boxe.

## Personaggi
- Nozomi Egawa: La protagonista, doppiata da: Hiromi Tsuru
- Ryōtarō Shiba: il ragazzo che si farà convincere ad iscriversi nel club di boxe. Successivamente, nonostante sia un totale esordiente, riesce a vincere prima il torneo regionale e, successivamente, il torneo nazionale per la categoria dei pesi leggeri. Doppiatore: Nobutoshi Hayashi
- Eddie: doppiatore: Kōhei Miyauchi